# Коростовцы
Коростовцы (укр. Коростівці) — село на Украине, находится в Жмеринском районе Винницкой области.
Код КОАТУУ — 0521083003. Население по переписи 2001 года составляет 551 человек. Почтовый индекс — 23150. Телефонный код — 4332.
Занимает площадь 1,45 км².

## Адрес местного совета
23150, Винницкая область, Жмеринский р-н, с. Коростовцы